# El diestro

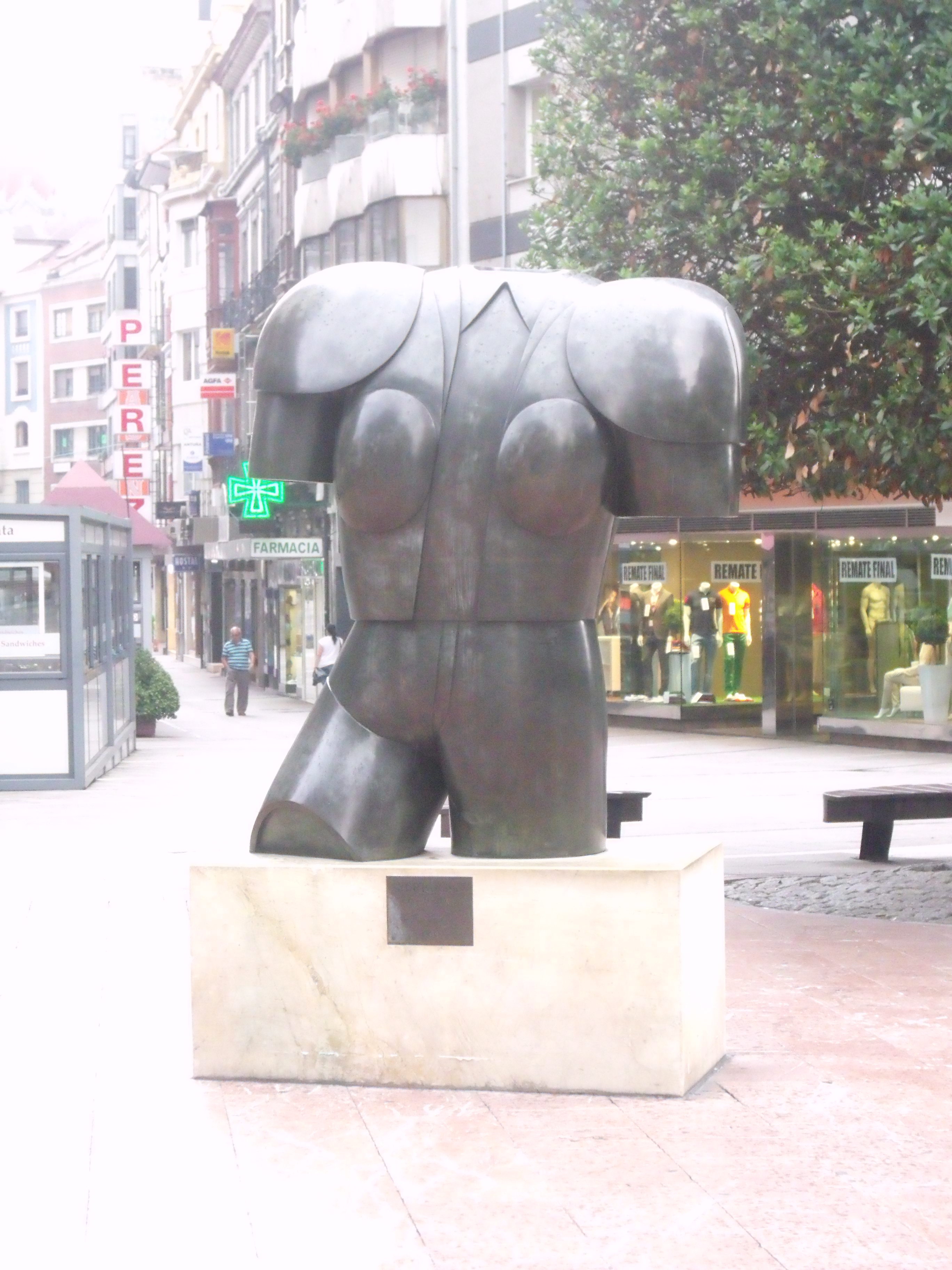
El Diestro de Miguel Berrocal

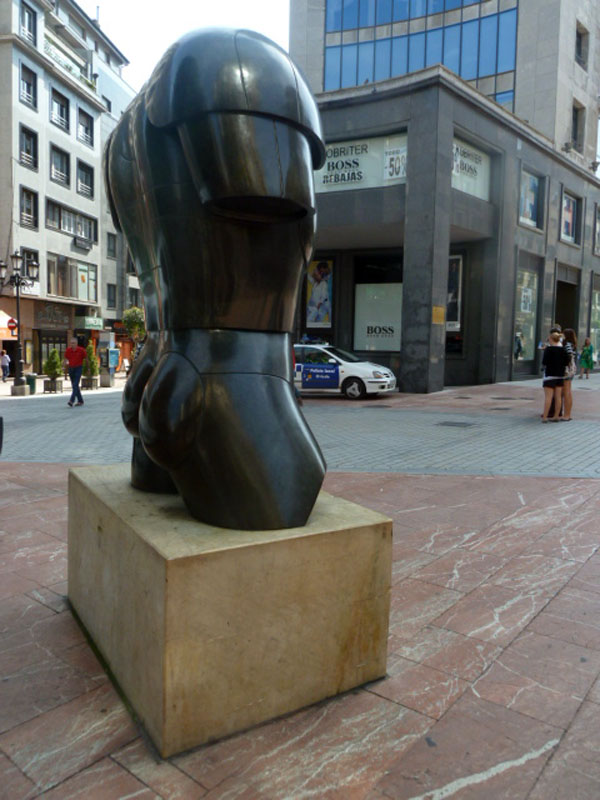
El diestro.

La escultura urbana conocida como El diestro, ubicada en la calle Palacio Valdés, en la ciudad de Oviedo, Principado de Asturias, España, es una de las más de un centenar de esculturas que adornan las calles de la mencionada ciudad española.
El paisaje urbano de esta ciudad se ve adornado por obras escultóricas, generalmente monumentos conmemorativos dedicados a personajes de especial relevancia en un primer momento, y más puramente artísticas desde finales del siglo XX.
La escultura, hecha en bronce, es obra de Miguel Berrocal, y está datada en 1972, aunque su instalación se hizo en 1998. Se trata del torso de un torero y forma parte de una serie hecha por Miguel Berrocal, un artista muy aficionado al mundo de la tauromaquia. Presenta un gran volumen con  formas exageradamente redondeadas,  con exquisito  pulido del material y rotundidad de los acabados.